# Демяновский, Сергей Григорьевич
Сергей Григорьевич Демяновский (10 декабря 1906—1994) — Герой Советского Союза. Командующий артиллерией 5-й гвардейской Городокской ордена Ленина Краснознамённой ордена Суворова стрелковой дивизии, 11-я гвардейская армия, 3-й Белорусский фронт. Гвардии полковник.

## Биография
Сергей Григорьевич Демяновский родился 10 декабря 1906 года в Киеве в семье служащего, украинец.
Член КПСС с 1942 года. Окончил профтехшколу, работал на строительстве, в геологоразведке и на заводе. В армии с 1928—1929 г. (место призыва: Киевский ГВК, Украинская ССР, Киевская обл., г. Киев) и 1932—1960 гг. Окончил артиллерийские курсы. В действующей армии с июня 1941 по 9 мая 1945 года. Воевал в составе Западного, Брянского, 2-го Прибалтийского и 3-го Прибалтийского, 3-го Белорусского фронтов.

## Подвиг
Командующий артиллерией 5-й гвардейской Городокской ордена Ленина Краснознамённой ордена Суворова стрелковой дивизии, 11-я гвардейская армия, 3-й Белорусский фронт гвардии полковник Демяновский Сергей Григорьевич  особо отличился в боях за овладение военно-морской базы и города-крепости Пиллау (Балтийск). При штурме Пиллау заменил выбывшего из строя командира стрелковой части, умело руководил действиями части.
Грамотно организовал артиллерийское обеспечение при форсировании залива Фришес-Хафф и высадке на косу Фрише-Нерунг. 26 апреля 1945 года с передовыми частями переправился через залив. Огнём артиллерии дивизии способствовал захвату плацдарма передовым отрядом под командованием командира 3-го стрелкового батальона майора Дорофеева А. В. удержанию, расширению плацдарма и высадке основных сил дивизии генерал-майора Петерса Г. Б..

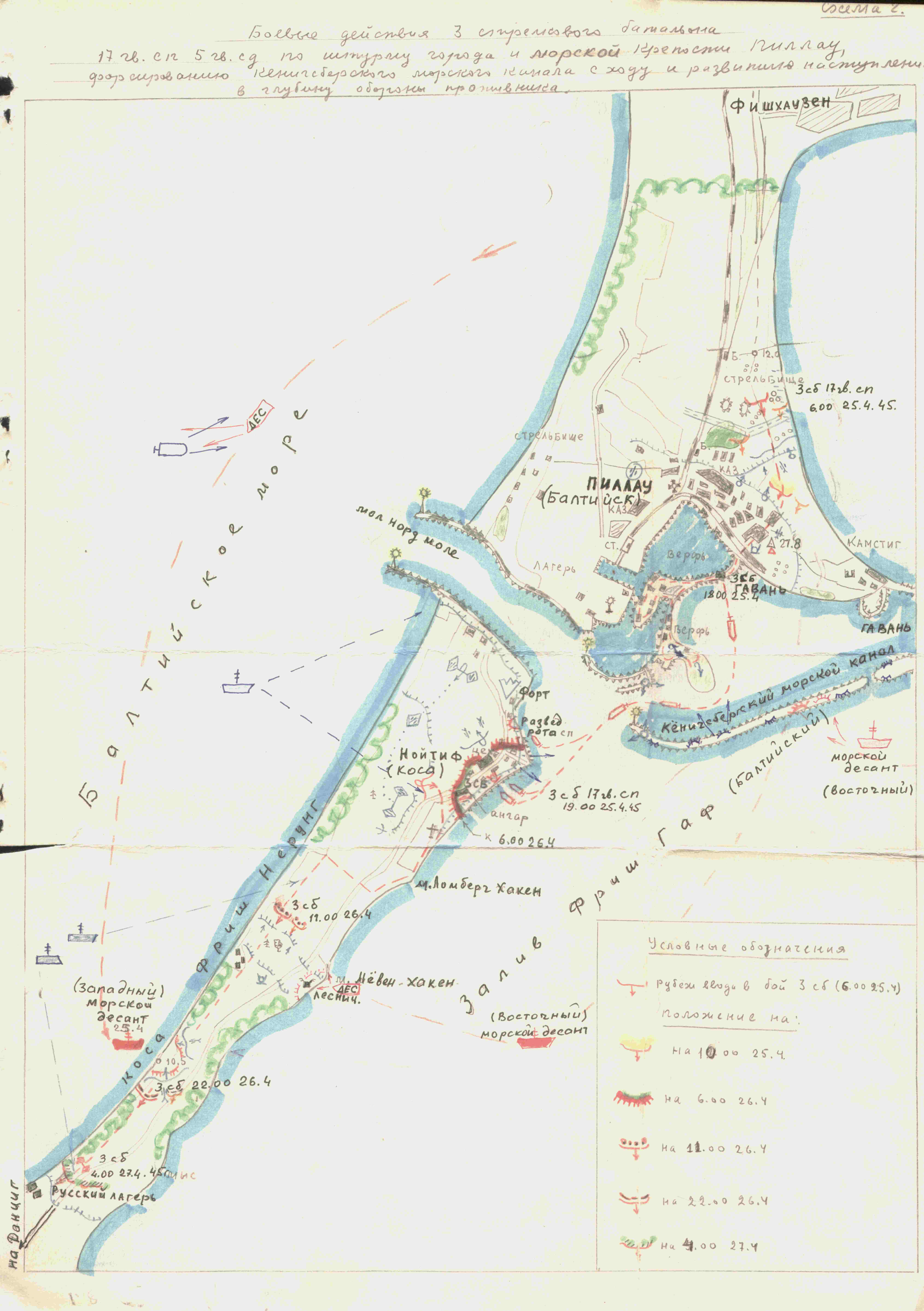
Боевые действия 3-го сб 17 гв. сп 5 гв. сд (комбат А. Дорофеев) в штурме Пиллау (Балтийск), при форсировании пролива Зеетиф, высадке десанта и захвате плацдарма на косе Фрише-Нерунг

Звание Героя Советского Союза присвоено 5.5.1945.
В 1947 году окончил Высшие офицерские курсы. С 1953 по 1960 год работал преподавателем в Военном институте иностранных языков. С 1960 года полковник С. Демяновский в отставке. Проводил большую работу по военно-патриотическому воспитанию молодёжи. Возглавлял совет ветеранов 5-й гвардейской Городокской ордена Ленина Краснознамённой ордена Суворова стрелковой дивизии. Жил и работал в Военном институте иностранных языков в Москве.
Умер 19 июля 1994 года. Похоронен в Москве на Хованском кладбище.

## Награды
- Медаль «Золотая Звезда»;
- орден Ленина;
- орден Красного Знамени[3][4];
- орден Красного Знамени[5];
- орден Красного Знамени[6][7];
- орден Красного Знамени;
- орден Суворова III степени[8];
- орден Красной Звезды;
- орден Отечественной войны I степени;
- орден Отечественной войны II степени[9];
- медаль «За боевые заслуги»[10][11];
- медаль «За боевые заслуги»[12];
- медаль «В ознаменование 100-летия со дня рождения Владимира Ильича Ленина»;
- медаль «За победу над Германией в Великой Отечественной войне 1941—1945 гг.»;
- юбилейная медаль «Двадцать лет Победы в Великой Отечественной войне 1941—1945 гг.»;
- юбилейная медаль «Тридцать лет Победы в Великой Отечественной войне 1941—1945 гг.»;
- юбилейная медаль «Сорок лет Победы в Великой Отечественной войне 1941—1945 гг.»;
- медаль «За взятие Кёнигсберга»;
- медаль «Ветеран Вооружённых Сил СССР»;
- юбилейная медаль «30 лет Советской Армии и Флота»;
- юбилейная медаль «40 лет Вооружённых Сил СССР»;
- юбилейная медаль «50 лет Вооружённых Сил СССР».

## Память
- Имя Героя высечено золотыми буквами в зале Славы Центрального музея Великой Отечественной войны в Парке Победы города Москва.
- Похоронен в Москве на Хованском кладбище. На могиле Героя установлен надгробный памятник.